# Federico Chabod
Federico Chabod (Aosta, 23 de febrer de 1901 – Roma, 14 de juliol de 1960) fou un polític i historiador valldostà. Estudià al liceu d'Aosta, on fou militant de la Lliga Valldostana, i es llicencià a la facultat de Lletres de la Universitat de Torí el 1923 amb Pietro Egidi i Gaetano Salvemini amb una tesi sobre Nicolau Maquiavel publicada el 1924 com a "Introduzione al 'Principe'".
Després freqüentà el seminari de Friedrich Meinecke a la Universitat de Berlín i va fer treball de recerca a l'Arxiu General de Simancas sobre el Ducat de Milà durant el regnat de Carles V i Felip II. El 1928 inicià la seva col·laboració a l'Enciclopèdia Italiana, on hi va escriure nombrosos articles sobre l'Europa del Renaixement i l'il·luminisme.
El 1934 inicià l'estudi de ciències polítiques a la Universitat de Perugia i continuà el 1938 a la de Milà. El 1936 va projectar una història de la política exterior italiana del 1861 al 1914, que va acabar el 1951. Alhora, era proper al Partit d'Acció i participà en la Resistència a la Vall d'Aosta i en la Declaració de Chivasso. El 1946 fou nomenat primer President del Consell de la Vall, tot contribuint a fer que fos reconeguda com a regió amb Estatut Especial.
El 1946 dimití quan fou cridat a la facultat de Lletres de la Universitat de Roma La Sapienza, i el 1947 director de l'Institut Italià per als Estudis Històrics, fundat per Benedetto Croce. Fou director de la "Rivista storica italiana" i de la "Scuola di storia moderna e contemporanea" de la Universitat de Roma, membre de l'Accademia Nazionale dei Lincei, de la British Academy, doctor honoris causa a la Universitat d'Oxford i a la Universitat de Granada, president de la Societat Internacional dels Historiadors. La Biblioteca d'Història Moderna i Contemporània de la Universitat La Sapienza de Roma porta el seu nom.

## Obres
- L'Italia contemporanea 1918 - 1948
- Storia della politica estera italiana dal 1870 al 1896
- Lezioni di metodo storico
- Scritti su Machiavelli"
- Scritti sul Rinascimento"
- L'Impero di Carlo V
- Storia dell'idea d'Europa
- La idea di nazione

| Precedit per: ' | Presidents de la Vall d'Aosta 1946 | Succeït per: Severino Caveri |